# Лучано Далла Бона
Лучано Далла Бона (італ. Luciano Dalla Bona, 8 вересня 1943) — італійський велогонщик.
Срібний призер Олімпійських Ігор 1964 року в роздільній командній гонці.
Чемпіон світу з велоперегонів на шосе 1964 (роздільна командна гонка), 1965 (роздільна командна гонка) років, бронзовий призер 1966 року в роздільній командній гонці.